# Extrusion-gonflage

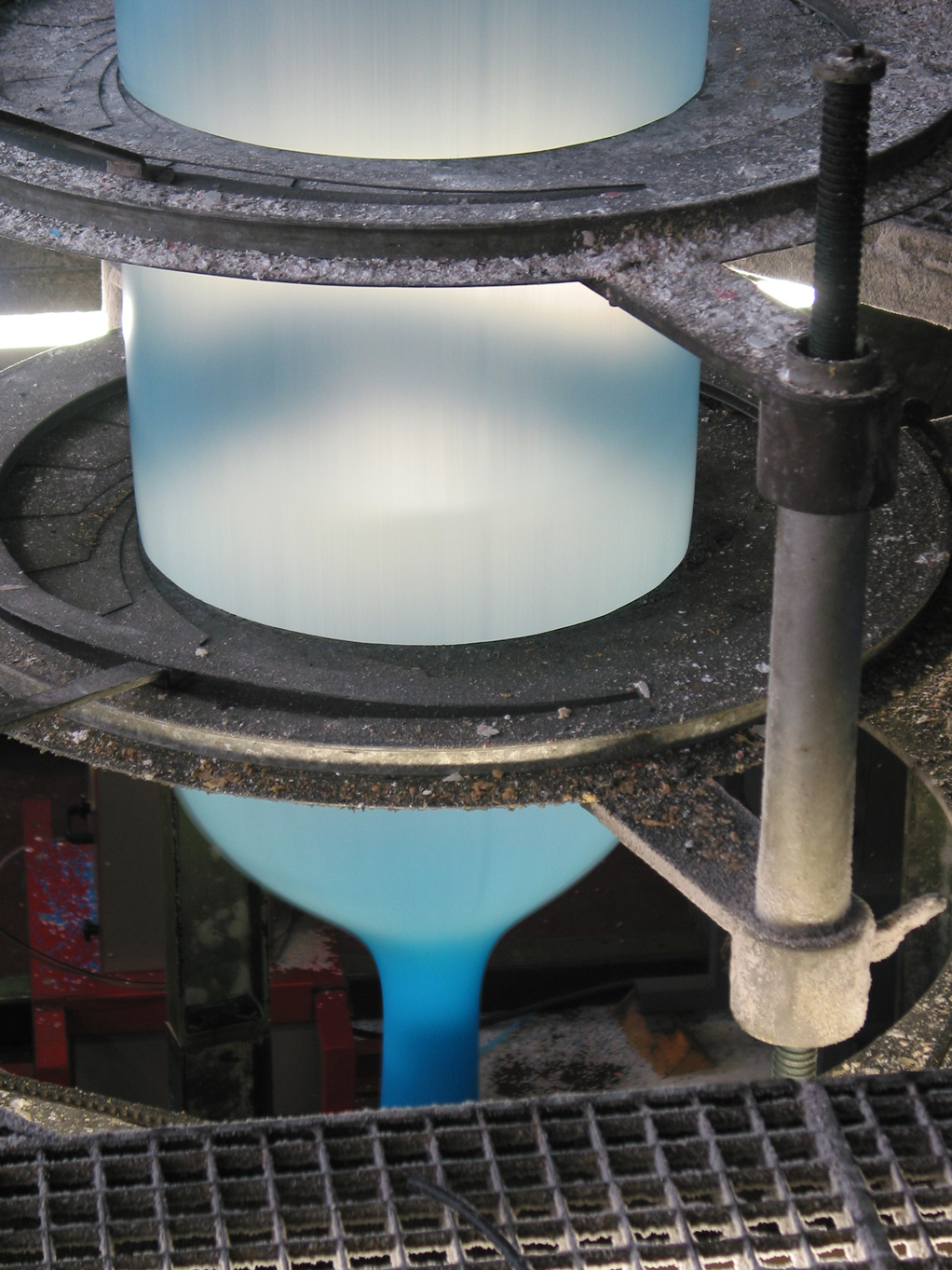
Extrusion-gonflage : formation d’une bulle cylindrique verticale, pour la production de films.

En plasturgie, l’extrusion-gonflage est un procédé de mise en forme de films ou de gaine en matière thermoplastique. Elle permet de fabriquer des films allant de 7 µm jusqu'à des gaines allant à plus de 200 µm d'épaisseur.

## Applications
L'extrusion-gonflage est utilisée pour fabriquer des sacs plastique (sacs poubelles, sacs de congélation, etc.), des rideaux de douche, des parapluies, des cirés, des films agricoles, etc.

## Matière
L'extrusion-gonflage peut être utilisée avec tous les thermoplastiques souples comme le PEHD, le PEBD, le PP et le PVC souple.

## Mode opératoire
Une mince gaine est extrudée à travers une filière annulaire. Cette gaine est pincée et gonflée avec de l'air. Sous l'action combinée de l'étirage et du gonflage, un film en forme de bulle est formé. Ce film gonflé est refroidi avec de puissants courants d'air puis aplati par deux panneaux convergeant vers des rouleaux.

## Types
Selon la direction de l’étirage, trois procédés d’extrusion-gonflage existent:
- extrusion-gonflage vers le haut : PEBD, PEHD et leurs copolymères ;
- extrusion-gonflage vers le bas, avec refroidissement dans un bain d'eau : PP
- extrusion-gonflage horizontale : PVC